# Hiến An Vương
Hiến An Vương (mất 861, trị vì 857–861) là quốc vương thứ 47 của Tân La. Ông là đệ của Thần Vũ Vương. Tam quốc sử ký (Samguk Sagi) không cho biết nhiều về thời kỳ cai trị của ông. Ông có tên húy là Kim Nghị Tĩnh (金誼靖, 김의정) hay Kim Hựu Tĩnh (金祐靖, 김우정).
Năm 857 vua Tân La Văn Thánh Vương qua đời, chú là Kim Hựu Tĩnh lên kế vị ngôi vua Tân La, tức là vua Tân La Hiến An Vương. Vua Bột Hải Trang Tông của vương quốc Bột Hải tiến hành các hoạt động thương mại với Tân La (đời vua Tân La Hiến An Vương). Cùng năm 857 vua Bột Hải Trang Tông qua đời, vua Đại Kiền Hoảng lên kế vị thì tiếp tục tiến hành các hoạt động thương mại với Tân La.
Sau một nạn đói vào năm 859, ông đã gửi đồ cứu tế cho nông dân và trợ giúp nông nghiệp bằng cách xây dựng hệ thống tưới tiêu.
Do không có con trai, Hiến An Vương đã chọn người họ hàng đồng thời là con rể của ông là Kim Ưng Liêm (Kim Eung-ryeom) kế vị mình. Sau khi ông qua đời vào năm 861, Kim Eung-ryeom lên ngôi, trở thành vua Tân La Cảnh Văn Vương. Lăng mộ của ông tại Gyeongju còn được gọi là Khổng tước chỉ (Gongjakji/공작지/孔雀趾).